# Село Азат
Село́ Аза́т (каз. Азат ауылы) — административная единица в составе Аккольского района Акмолинской области. 
Административный центр и единственный населённый пункт — село Азат. 

## История
В 1989 году существовал как — Ивановский сельсовет (сёла Ивановка, Первомайка).
В периоде 1991—1998 годов:
- сельсовет был преобразован в сельский округ в соответствии с реформами административно-территориального устройства Республики Казахстан;
- село Первомайка было передано в подчинение Степногорской городской администрации — в связи с этим, согласно закону Республики Казахстан касаемо административно-территориального устройства, Ивановский сельский округ был преобразован (упразднён) и переведён в категорию села Ивановка с образованием отдельного административно-территориального образования (сельского акимата) «Село Ивановка» на базе Ивановского сельского округа соответственно.

Постановлением акимата Акмолинской области от 3 октября 2007 года № А-10/325 и решением Акмолинского областного маслихата от 3 октября 2007 года № 4С-2-9 «О переименовании некоторых населенных пунктов Акмолинской области по Аккольскому, Ерейментаускому, Аршалынскому, Целиноградскому районам и району Биржан сал»:
- село Ивановка было переименовано в село Азат — сама административно-территориальная единица также была непосредственно переименована в «Село Азат».

## Население
| Численность населения | Численность населения | Численность населения |
| 1989                  | 1999                  | 2009                  |
| --------------------- | --------------------- | --------------------- |
| 1754                  | ↘1478                 | ↘1152                 |

## Состав
| № | Населённый пункт | Тип населённого пункта       | Население, 1989 | Население, 1999 | Население, 2009 |
| - | ---------------- | ---------------------------- | --------------- | --------------- | --------------- |
| 1 | Азат             | село, административный центр | 1 754           | 1 478           | 1 152           |
| 2 | Первомайка       | село                         | 152             | -               | -               |

## Местное самоуправление
Аппарат акима села Азат — село Азат, улица Орталык, 1А.
- Аким сельского округа — Идрисов Самат Жолдаспаевич[1].
- Депутат Аккольского районного маслихата по селу Азат — Бертилеуов Отебек Турсынулы[6].